# Татјана Матић
Татјана Матић (Београд, 2. јул 1972) је српска политичарка и србисткиња. Тренутна је министарка Министарства трговине, туризма и телекомуникација Републике Србије. Чланица је СДПС-а и потпредседник ове странке. Дипломирала је на Филолошком факултету у Београду и постала професор српског језика и књижевности. Блиска је сарадница дугогодишњег министра Расима Љајића. 

## Каријера
Од фебруара до новембра 2001. је била помоћник директора за СРЈ компаније „Panasonic”. Од 2001. до 2002. је радила као маркетиншки менаџер београдске компаније „William Grants - MPS Group”. Године 2002. је ушла у Владу тадашње СРЈ и све до 2004. је била помоћник шефа Кабинета директора Координационог центра за КиМ СРЈ, касније СЦГ и потпредседника Владе Републике Србије. Од 2004. до 2005. је била шеф поменутог кабинета. Од 2005. до 2006. је била директор Координационог тела за градове Прешево, Бујановац и Медвеђа Србије и Црне Горе. Исту функцију обавља и у самосталној Републици Србији до 2007. године.
Од 2007. до 2012. године је била секретар Министарства рада и социјалне политике Републике Србије. Током тог периода је учествовала и руководила бројним пројектима везаним за реформу државне управе која је спроведена од 2009. до 2012. и за расподелу помоћи из фондова Европске уније.
У јулу 2012. је именована за државног секретара Министарства спољне и унутрашње трговине и телекомуникација Републике Србије. У том периоду је била на највишој позицији у спровођењу програма преласка са аналогног на дигитални ТВ формат у Србији, била је и председник неколико преговарачких група са Европском унијом у оквиру Координационог тела за процес приступања Европској унији Републике Србије (за пословно настањивање и слободу пружања услуга, конкуренцију и заштиту потрошача и заштиту здравља). У истом периоду је била и председник Савета за безбедност производа и члан УО Фонда за развој. На свим овим функцијама је била до априла 2014.
У мају 2014. године је именована за државног секретара Министарства трговине, туризма и телекомуникација. И даље се бавила променом формата телевизијског сигнала. Била је и члан Комисије за сарадњу са УНЕСКО-ом у области ИТ-а и информационог друштва. Била је и на челу Радне групе за дефинисање националне широкопојасне мреже. Од 2015. је била и на челу преговарачких група за поглавља 3 и 10. Та поглавља још увек нису отворена. Члан је Европске стратешке групе за дигитални развој. Од 2016. до 2018. је била координатор актуелног програма економских реформи. На дужности државног секретара је остала до 2020. године.
Током овог периода је била и идејни творац два велика пројекта које је спровело ресорно министарство. То су пројекти „Повезан и сигуран - безбедно виртуелно окружење за децу” и „Информационо-технолошки (ИТ) караван”.
У октобру 2020. године је постала министарка трговине, туризма и телекомуникација Републике Србије.

## Стручно усавршавање
Године 2005. је прошла програм „Жене лидери” у организацији америчког Стејт департмента. Наредних година је прошла и кроз обуке за борбу против дискриминације и процену ризика. Године 2010. је обучена за тренера за ИПА програме 3 и 4 (обуку је финансирала ЕУ).